# Taça dos Vencedores de Taças de Hóquei em Patins de 1980-81
A Taça dos Vencedores de Taças de Hóquei em Patins de 1980-81 foi a 5.ª edição da Taça das Taças.
O Sporting CP venceu o seu 1.º título na competição ao derrotar CP Cibeles na final, após o desempate por penáltis.

## Equipas participantes
| País               | Clube          | Classificação                            |
| ------------------ | -------------- | ---------------------------------------- |
| Alemanha Ocidental | SpVgg Herten   | 2.º lugar da Liga Alemão de 1979/80      |
| Bélgica            | Kurink HC      | Wild Card                                |
| Espanha            | CP Cibeles     | Vencedor da Taça do Rei de 1979/80       |
| França             | HCF Tourcoing  | 2.º lugar da Liga Francesa de 1979/80    |
| Itália             | GSH Pordenone  | Vencedor da Taça de Itália de 1979/80    |
| Países Baixos      | RHC Residentie | 3.º lugar da Liga Neerlandesa de 1979/80 |
| Portugal           | Sporting CP    | Finalista da Taça de Portugal de 1979/80 |
| Suíça              | Montreux HC    | Vencedor da Taça da Suíça de 1979/80     |

## Jogos

### Fase Final
|  | Quartos-de-final | Quartos-de-final | Quartos-de-final | Quartos-de-final |              |               | Meias-finais | Meias-finais | Meias-finais |  |            | Final | Final | Final |
|  |                  |                  |                  |                  |              |               |              |              |              |  |            |       |       |       |
|  | 1                | GSH Pordenone    | 14               | 1                |              |               |              |              |              |  |            |       |       |       |
|  | 8                | Kurink HC        | 0                | 0                |              |               |              |              |              |  |            |       |       |       |
|  | 8                | Kurink HC        | 0                | 0                |              | GSH Pordenone | 3            | 3            |              |  |            |       |       |       |
|  |                  |                  |                  |                  |              | GSH Pordenone | 3            | 3            |              |  |            |       |       |       |
|  |                  | CP Cibeles       | 2                | 5                |              |               |              |              |              |  |            |       |       |       |
|  | 4                | CP Cibeles       | 2                | 5                | Montreux HC  | 4             | 5            |              |              |  |            |       |       |       |
|  | 4                |                  |                  |                  | Montreux HC  | 4             | 5            |              |              |  |            |       |       |       |
|  | 5                | CP Cibeles       | 3                | 7                |              |               |              |              |              |  |            |       |       |       |
|  | 5                | CP Cibeles       | 3                | 7                |              |               |              |              |              |  | CP Cibeles | 4     | 2(0)  |       |
|  |                  |                  |                  |                  |              |               |              |              |              |  | CP Cibeles | 4     | 2(0)  |       |
|  |                  | Sporting CP (gp) | 1                | 5(2)             |              |               |              |              |              |  |            |       |       |       |
|  | 3                | Sporting CP (gp) | 1                | 5(2)             | Sporting CP  | 26            | 10           |              |              |  |            |       |       |       |
|  | 3                |                  |                  |                  | Sporting CP  | 26            | 10           |              |              |  |            |       |       |       |
|  | 6                | HCF Tourcoing    | 1                | 4                |              |               |              |              |              |  |            |       |       |       |
|  | 6                | HCF Tourcoing    | 1                | 4                |              | Sporting CP   | 5            | 6            |              |  |            |       |       |       |
|  |                  |                  |                  |                  |              | Sporting CP   | 5            | 6            |              |  |            |       |       |       |
|  |                  | SpVgg Herten     | 3                | 1                |              |               |              |              |              |  |            |       |       |       |
|  | 2                | SpVgg Herten     | 3                | 1                | SpVgg Herten | 6             | 3            |              |              |  |            |       |       |       |
|  | 2                |                  |                  |                  | SpVgg Herten | 6             | 3            |              |              |  |            |       |       |       |
|  | 7                | RHC Residentie   | 4                | 3                |              |               |              |              |              |  |            |       |       |       |
|  | 7                | RHC Residentie   | 4                | 3                |              |               |              |              |              |  |            |       |       |       |

#### Quartos-de-final
| Equipa 1      | Total | Equipa 2       | 1.ª Mão | 2.ª Mão |
| ------------- | ----- | -------------- | ------- | ------- |
| GSH Pordenone | 15-0  | Kurink HC      | 14-0    | 1-0     |
| Montreux HC   | 9-10  | CP Cibeles     | 4-3     | 5-7     |
| Sporting CP   | 36-5  | HCF Tourcoing  | 26-1    | 10-4    |
| SpVgg Herten  | 9-7   | RHC Residentie | 6-4     | 3-3     |

#### Meias-Finais
| Equipa 1      | Total | Equipa 2     | 1.ª Mão | 2.ª Mão |
| ------------- | ----- | ------------ | ------- | ------- |
| GSH Pordenone | 6-7   | CP Cibeles   | 3-2     | 3-5     |
| Sporting CP   | 11-4  | SpVgg Herten | 5-3     | 6-1     |

#### Final
| Equipa 1   | Total        | Equipa 2    | 1.ª Mão | 2.ª Mão |
| ---------- | ------------ | ----------- | ------- | ------- |
| CP Cibeles | 6-6 (0-2 gp) | Sporting CP | 4-1     | 2-5     |

| Vencedor da Taça das Taças 1980/81 |
| ---------------------------------- |
|                                    |
| Sporting CP (1.º título)           |